# Учень чаклуна
"Учень чаклуна" (німецька "Der Zauberlehrling") вірш Йоганна Вольфганга фон Гете, написаний у 1797 році. Вірш — балада з 14 строф.

## Історія
Поема починається з того, що старий чаклун залишає свою майстерню, залишаючи свого учня з хатніми справами. Втомившись від носіння води відром, учень зачаровує мітлу, щоб вона виконала роботу за нього. При цьому використовує магію, якої він не до кінця навчений. Підлога незабаром заливається водою, і учень розуміє, що не може зупинити мітлу, бо не знає необхідної для цього магії.
Учень розколює мітлу навпіл сокирою, але кожна частина стає цілою мітлою, яка набирає відро та продовжує носити воду, тепер із вдвічі більшою швидкістю. З цією прискореною швидкістю вся кімната швидко починає затоплюватися. Коли здається, що все втрачено, старий чаклун повертається і швидко розриває чари. Поема завершується заявою старого чаклуна про те, що лише майстру слід викликати могутніх духів.

## Німецька культура
"Der Zauberlehrling" Гете добре відомий у німецькомовному світі. Рядки, в яких учень благає чаклуна, що повернувся, допомогти йому з безладом, який він створив, - перетворилися на кліше, особливо рядок «Die Geister, die ich rief» («Духи, яких я викликав»), спрощена версія одного з рядків Гете «Die ich rief, die Geister, / Werd' ich nun nicht los» - «Духів, яких я викликав / Я тепер не можу позбутися», що часто використовується для опису того, хто закликає допомогу або союзників, яких людина не може контролювати (собливо в політиці).

## Тематичні варіації
Деякі версії казки відрізняються від Гете, і в деяких версіях чаклун злиться на учня, а в деяких навіть виганяє його за безлад. В інших версіях чаклун трохи насміхається з учня і просто дорікає йому за необхідність вміти правильно контролювати таку магію після її виклику. Гнів чаклуна на учня, який з'являється як у грецькому «Філопсевді», так і в партитурі Дюка (та її екранізації «Фантазії»), не з'являється в «Учні чаклуна» Гете.

## Класичний контекст
«Любитель брехні» (давньогрецька: Φιλοψευδής, романізовано: Philopseudḗs) — це коротке оповідання Лукіана, написане приблизно у 150 році нашої ери. Оповідач, Тіхіад, відвідує будинок хворого та літнього друга Евкрата, де сперечається про реальність надприродного. Евкрат та кілька інших відвідувачів розповідають різні історії, метою яких є переконати його в реальності надприродних явищ. Кожну історію по черзі або спростовує, або висміює Тіхіад.
Евкрат розповідає історію, надзвичайно схожу на «Учня чарівника» Гете, яка нібито сталася з ним у молодості. Це найдавніший відомий варіант цього типу оповідань. Є кілька відмінностей:
- Чаклун — це натомість єгипетський містик — жрець Ісіди на ім'я Панкрат.
- Евкрат не учень, а компаньйон, який підслуховує, як Панкрат накладає свої заклинання.
- Хоча мітла зазначена як один з предметів, які можна оживити за допомогою заклинання, Евкрат насправді використовує ступку. (Панкрат також іноді використовував дверний засув.)